# Aloe suffulta
Aloe suffulta es una especie de planta suculenta de la familia Xanthorrhoeaceae. Es originaria de Sudáfrica.

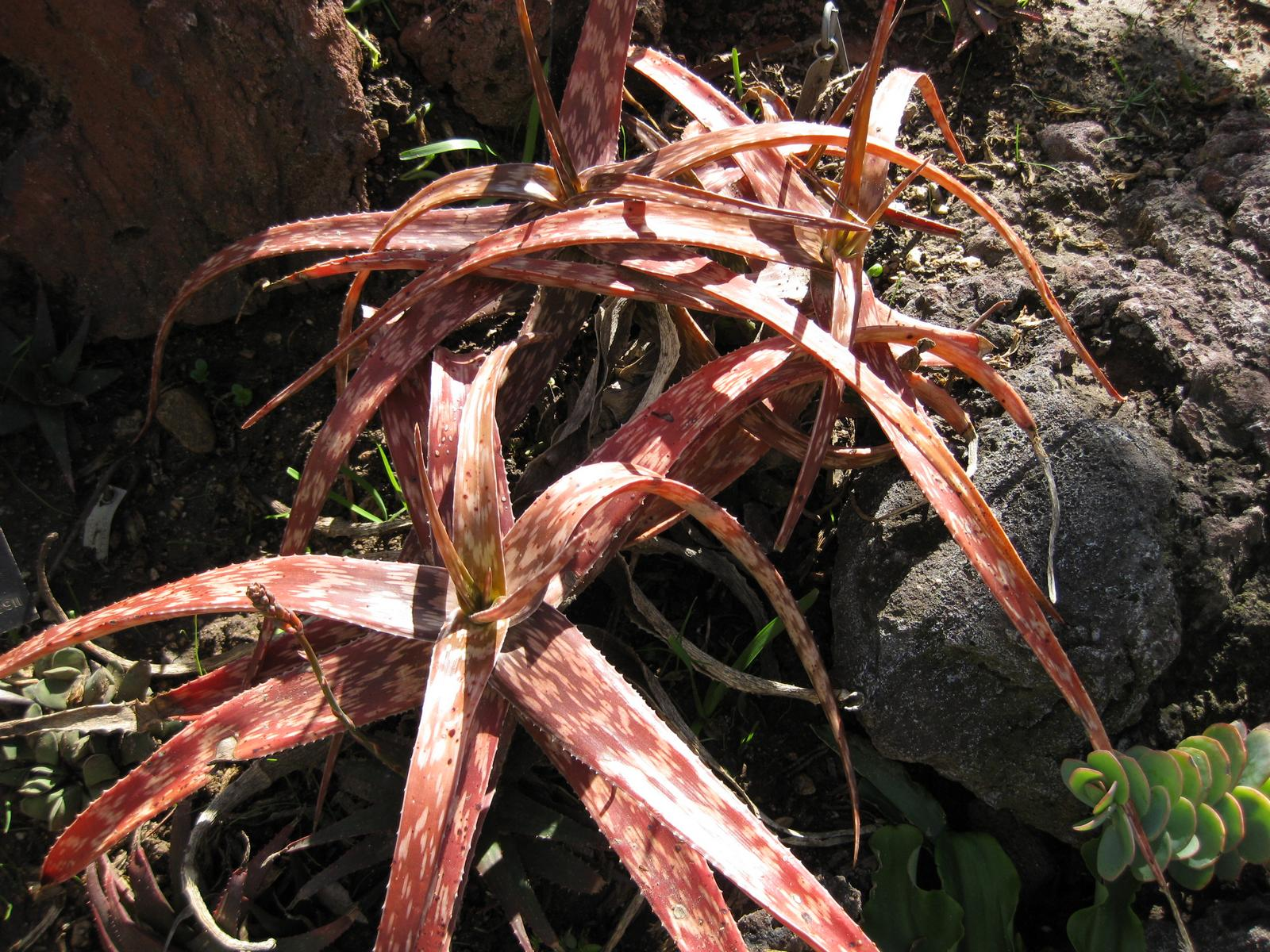
Vista de la planta

## Descripción
Es una planta solitaria, de tallo corto, los tallos alcanzan hasta 200 mm de largo, con entrenudos distintos. Tiene unas 16 hojas estrechas deltoides, de 300-500 mm x 20 a 40, de color verde con muchas manchas blancas. La inflorescencia es una panícula de 1,75 hasta 2,25 m de largo; en forma de racimos laxos, cilíndricos, con brácteas deltoides. Las flores con la boca rojiza, blanquecina, de 18-35 mm de largo.
La localidad tipo de esta especie se encuentra en los matorrales espinosos, en las dunas consolidadas de la playa. Se encuentra  en la arena con humus suelto o en la tierra negra en lugares muy cálidos en KwaZulu-Natal, también en Mozambique y Zimbabue. Es muy sensible al frío. 
A. suffulta, a diferencia de Aloe chabaudii, es trepador y solitario, con entrenudos distintos entre las hojas recurvadas abundantemente manchadas. La inflorescencia tiene 1.5 a 2.25 m de altura y se apoya, porque el pedúnculo es demasiado delgado para mantenerse erecto. Esta especie es una de las más distintivas en el género.

## Taxonomía
Aloe suffulta fue descrita por Gilbert Westacott Reynolds y publicado en  J. S. African Bot. 3: 151, en el año 1937.
Etimología
Ver: Aloe